# Menaekhmosz (szobrász, i. e. 5. század)
Menaekhmosz (I. e. 460 körül alkotott) görög szobrász.
Naupaktoszból származott, Szoiszasszal közösen elkészítette a vadászó Artemisz arany-elefántcsont szobrát, amelyet Augustus Patrae lakosainak ajándékozott. Egyetlen korabeli említése Pauszaniasz Periégétész munkájában olvasható.